# بنوکساتیان
بنوکساتیان (انگلیسی: Benoxathian) یک آنتاگونیست گیرنده α1-آدرنرژیک است.  این دارو در دهه ۱۹۸۰ میلادی به دلیل اثرات ضد فشار خون (کاهش فشار خون) در جانوران مورد مطالعه قرار گرفت.